# 油小路隆基
油小路 隆基（あぶらのこうじ たかもと、文禄4年（1595年） - 明暦元年（1655年）12月2日）は、江戸時代前期の公卿。法名は惟聰。
広橋兼勝の次男。戦国時代に一時断絶した油小路家を再興し、第7代当主となる。

## 官歴
- 元和6年（1620年）：侍従
- 元和9年（1623年）：従五位上
- 寛永3年（1626年）：左少将
- 寛永4年（1627年）：正五位下
- 寛永8年（1631年）：従四位下、左中将
- 寛永12年（1635年）：従四位上
- 寛永16年（1639年）：正四位下
- 寛永19年（1642年）：正四位上、蔵人頭
- 正保元年（1644年）：従三位、参議
- 慶安元年（1648年）：正三位
- 慶安2年（1649年）：権中納言
- 明暦元年（1655年）：従二位

## 系譜
- 父：広橋兼勝
- 子：油小路隆貞